# Кармрашен (Вайоцдзорская область)
Кармрашен (арм. Կարմրաշեն) — село в Вайоцдзорской области Армении.

## География
Село расположено в восточной части марза, на правом берегу реки Гергер, на расстоянии 40 километров к северо-востоку от города Ехегнадзор, административного центра области. Абсолютная высота — 2030 метров над уровнем моря.
Климат
Климат характеризуется как умеренно холодный, влажный (Dfb в классификации климатов Кёппена). Среднегодовая температура воздуха составляет 6 °C. Средняя температура самого холодного месяца (января) составляет −5,9 °С, самого жаркого месяца (июля) — 17,3 °С. Расчётная многолетняя норма атмосферных осадков — 477 мм. Наибольшее количество осадков выпадает в мае (81 мм).

## Население
| Год переписи | Население          | Население          | Население          | Население            | Население            | Население            |
| Год переписи | Наличное население | Наличное население | Наличное население | Постоянное население | Постоянное население | Постоянное население |
| Год переписи | Всего              | Мужчины            | Женщины            | Всего                | Мужчины              | Женщины              |
| ------------ | ------------------ | ------------------ | ------------------ | -------------------- | -------------------- | -------------------- |
| 2001         | 317                | 164                | 153                | 318                  | 165                  | 153                  |
| 2011         | 226                | 120                | 106                | 252                  | 136                  | 116                  |

| Год  | Численность | Численность |
| ---- | ----------- | ----------- |
| 1897 | 456         | [ 8 ]       |
| 1926 | 415         | [ 8 ]       |
| 1939 | 776         | [ 8 ]       |
| 1959 | 590         | [ 8 ]       |
| 1970 | 1157        | [ 8 ]       |
| 1979 | 870         | [ 8 ]       |
| 1989 | 436         | [ 9 ]       |
| 2001 | 318         | [ 8 ]       |
| 2004 | 250         | [ 8 ]       |
| 2011 | 252         | [ 10 ]      |